# Serrano (tribu ameríndia)
Els serrano són una tribu ameríndia dels Estats Units de parla uto-asteca, una de les branques dels xoixons a Califòrnia. Usen els endònims taaqtam, que vol dir "poble"; maarenga'yam, "gent de morongo"; i yuhaviatam, "poble dels pins." Avui els maarenga'yam són registrats en la Banda Morongo d'Indis de Missió, i els yuhaviatam en la Banda San Manuel d'Indis de Missió. Addicionalment, alguns serrano són registrats en la Banda Soboba d'Indis Luiseno.

## Localització
Els serrano vivien a les San Bernardino Mountains i s'estenien al nord-est de l'àrea del riu Mojave del desert de Mojave i al sud-oest de Tejon. Les poblacions serrano al llarg de Tejon Creek eren identificats com a Cuahajai o Cuabajay, llur exònim per als veïns mojave. Usaven campaments de muntanya per a la caça. Un d'aquests campaments va ser descobert accidentalment pel Servei Forestal dels EUA en la lluita contra un incendi forestal el 2003 prop del llac Baldwin. Van descobrir peces de jaspi i obsidiana no originàries de l'indret, cendres i carbó vegetal, pedres de moldre i fogates que possiblement daten de 1.000 anys.
Entre les viles serrano hi havia Akxawiet, Cucamonga, Homhoabit, Jurumpa, Juyubit, Muscupiabit, Topapaibit (Victorville), Guapaibit (Hesperia), Paso del Cajon, San Benito, San Gorgonio, San Pascual, (Rancho) San Timoteo, Temeku (Ranxeria), Tolocabi, i Yucaipa.

## Reserves
Els serrano tenen actualment dues tribus reconegudes federalment que disposen de dues reserves, la reserva Morongo a Banning i la reserva San Manuel vora Highland (Califòrnia).

## Demografia
Les estimacions han variat segons els esforços dels estudiosos per determinar les poblacions precontacte de la majoria dels grups nadius a Califòrnia. Alfred L. Kroeber calculà per a 1770 la població combinada de serrano, kitanemuk, i tataviam en 3.500 i els serranos propis (exclosos els Vanyume) en 1.500. Lowell John Bean suggerí que la població aborigen serrano havia estat de 2.500 individus.
Com s'ha assenyalat, les epidèmies de verola i trastorns socials redueixen la població. El cens de 1880 va reportar només 381 serranos, un nombre que Helen Hunt Jackson considera que era massa baix, ja que no va tenir en compte els que vivien en zones remotes. Kroeber estimà la població combinada de Serrano, Kitanemuk, i Tataviam en 1910 de 150.
Segons el cens dels EUA del 2000, hi ha 263 purs, 89 barrejats amb altres tribus, 65 barrejats amb altres races i 12 amb altres races i tribus. En total, 429 individus.

## Costums
Hom sap poc dels kitanemuk i alliklik. Dels vanyume hom creu que en temps remots eren extremadament pobres i que vivien al desert, que els oferia poc més que arrels per a sobreviure. Els serrano pròpiament dits eren més pròspers. La seva societat era dividida en dues meitats de significança mitològica. Però endemés apareixien organitzats en clans o llogarrets comunals, cadascun d'ells associats a un lloc particular.
La comunitat posseïa una cala i les terres adjacents a ella. El matrimoni entre membres de la mateixa comunitat estava prohibit, i els grups particulars tenien relacions entre uns i altres per a negocis inter-matrimoni. Cada comunitat tenia un capitost hereditari i un ajudant o assistent del capitost.
Empraven soques d'arbre per a construir cases i estructures cerimonials. La seva casa de suor era coberta de terra. Les aglans eren abundants i constituïen llur dieta. Ballaven la Dansa de l'Àliga (turuvitchutu’).

## Història
Els serrano formen part del subconjunt takic del grup de nadius uto-asteca, una família lingüística que s'estén al llarg de la costa oest a la Gran Conca i a Mèxic, amb representació entre les tribus a Mesoamèrica. Es creu que arribaren al sud de Califòrnia fa uns 2.500 anys. El nom serrano prové del castellà i vol dir "muntanyenc". Quan els missioners espanyols van entrar a la regió a la fi del segle xviii van popularitzar el nom de la tribu serrano per distingir-los de les tribus veïnes, que van ser designades com a tongva (Gabrileño—Fernandeño) al nord-oest, i kitanemuk i tataviam al nord.
El 1770 foren adscrits pels espanyols a la missió de San Gabriel Arcángel, i el 1772 Pere Fages i Beleta va entrar al seu territori. Garces hi va tornar el 1776. El 1812 es van rebel·lar contra les missions amb cahuilla i yuma, però el 1819 molts foren massacrats pels mohaves. El 1821 foren posats sota servitud pels barons mexicans, qui el 1834 van secularitzar les missions. El 1850 i 1860 patiren epidèmies de verola.
Van mantenir contactes amb espanyols i mexicans, i foren una de les tribus d'Indis de les Missions, com els diegueños o luiseños. La febre d'or del 1850 els portà tota mena de calamitats. El 1875 foren establerts a reserves. El 1975 alguns dels seus descendents reclamaren més terres.